# Curoba fasciata
Curoba fasciata är en fjärilsart som beskrevs av Walker 1864. Curoba fasciata ingår i släktet Curoba och familjen björnspinnare. Inga underarter finns listade i Catalogue of Life.